# گری‌ستوک: افسانه تارزان، ارباب گوریل‌ها
گری‌ستوک: افسانهٔ تارزان، ارباب گوریل‌ها (انگلیسی: Greystoke: The Legend of Tarzan, Lord of the Apes) یک فیلم ماجرایی و فانتزی بریتانیایی به کارگردانی هیو هادسن است که در سال ۱۹۸۴ منتشر شد.
فیلم در مجموع، بازخوردهای نسبتاً خوبی در میان منتقدان سینما داشت و در پنجاه و هفتمین دورهٔ جوایز اسکار، نامزد دریافت سه جایزه «بهترین بازیگر نقش مکمل مرد»، «بهترین فیلم‌نامه اقتباسی» و «بهترین گریم» گردید و بدین ترتیب، نخستین فیلم تارزان بود که توانست نامزدِ دریافتِ جوایزی در مراسم اسکار شود.

## بازیگران
- کریستوفر لمبرت در نقش «تارزان»
- اندی مک‌داول در نقش «جین»
- ایان هولم
- رالف ریچاردسون
- نایجل داونپورت
- ایان چارلسون
- جیمز فاکس
- دیوید سوشی
- نیکولاس فارل
- ریچارد گریفیتس
- هیلتون مک‌ری
- جان ولز
- شریل کمپبل
- پل بروک
- پل جافری